# ハチミツソウ
ハチミツソウ（蜂蜜草、学名：Verbesina alternifolia）は、キク科の植物の一種。別名「ハネミギク（羽実菊）」。

## 分布
北アメリカを原産地とする。
養蜂の蜜源植物として日本に導入され、北海道、長野県など各地で定着が確認されている。

## 特徴
多年草で、草丈は最大1.8mほどにもなる。8-10月に、茎の上部に黄色の頭状花序を咲かせる。果実に発達した翼があり、別名の由来にもなっている。
空地、林縁、道端、草地などに生育する。